# Roommates (película de 2006)
Roommates (디데이,D-Day),  es una película de 2006 de terror coreano y la tercera entrega de la serie 4 Horror Tales.

## Trama
Las compañeras de cuarto Yoo-jin, Eun-soo, Bo-ram, y Da-young empollan para el examen de acceso a la universidad. Les es difícil adaptarse a la agobiante atmósfera del instituto y a sus diferentes personalidades. Yoo-jin tiene la mayor dificultad en esa viciada vida del instituto y comienza a tener visiones de acontecimientos que ocurrieron en el instituto en el pasado (como el trágico fuego que ocurrió años atrás). Yoo-jin se consume gradualmente por el miedo, y la relación entre las cuatro amigas íntimas comienza a sufrir las consecuencias.

## Reparto
- Kim Seo-hyeong
- Kim Yoo-jeong
- Jo Yeong-jin
- Kim Yeong-seon
- Kim Ja-yeong